# Orectoderus montanus
Orectoderus montanus är en insektsart som beskrevs av Knight 1968. Orectoderus montanus ingår i släktet Orectoderus och familjen ängsskinnbaggar. Inga underarter finns listade i Catalogue of Life.